# Elke Zimmermann (Zoologin)
Elke Zimmermann (* 24. Mai 1958 in Stuttgart; † 25. Juli 2019 ebenda) war eine deutsche Zoologin, Primatologin und Verhaltensforscherin. Sie war Autorin, Herausgeberin und Professorin für Zoologie und leitete das Institut für Zoologie an der Tierärztlichen Hochschule Hannover. Sie befasste sich mit Lemuren, Spitzhörnchen, Nagetieren, Katzen und Hunden.

## Leben
Nach dem Abitur am Königin-Charlotte-Gymnasium in Stuttgart (1977) studierte Zimmermann von 1977 bis 1981 Biologie mit dem Abschluss Diplom an der  Universität Stuttgart-Hohenheim und promovierte (Dr. rer. nat.) dort 1985 am Institut für Zoologie über die neurobiologischen Grundlagen der akustischen Kommunikation am Modell Pfeilgiftfrosch, gefördert über ein Stipendium der Studienstiftung des Deutschen Volkes. Von 1985 bis 1989 war Zimmermann dort wissenschaftliche Mitarbeiterin im Rahmen des DFG-Schwerpunktprogramms Grundlagen der Primatenhaltung und habilitierte in dieser Zeit zur akustischen Kommunikation bei Tieren.
Von 1990 bis 1992 wechselte Zimmermann an die Universität Konstanz und war dort als wissenschaftliche Oberassistentin am Lehrstuhl von Hubert Markl tätig.
Zimmermann etablierte mit einem DFG-Heisenberg-Stipendium die Forschungsgruppe/Abteilung Biokommunikation am Deutschen Primatenzentrum in Göttingen und wirkte dort von 1992 bis 1996. 1996 erhielt Zimmermann den Ruf auf eine Universitätsprofessur (C4) für Allgemeine Zoologie an die Tierärztliche Hochschule Hannover und war Direktorin des Instituts für Zoologie. 2013 erhielt sie von der Universität Montpellier (Frankreich) eine Gastprofessur, zudem lehrte sie als Gastprofessorin an der Universität Mahajanga (Madagaskar).

## Wirken
Schwerpunkt der zoologischen Forschung von Zimmermann war die experimentelle Verhaltens- und Evolutionsforschung mit den Arbeitsgruppen Verhaltensökologie und Naturschutzgenetik, Biokommunikation und Kognitive Ethologie. Zimmermann interessierte sich dabei insbesondere für die Beziehungen zwischen Kommunikation, Kognition, Verhalten und Gesundheit und der Evolution von Tieren in unterschiedlich komplexen Sozialsystemen sowie für Muster, Prozesse und Mechanismen der Evolution von Biodiversität. Dabei kommt kryptischen Artkomplexen wie der Evolution der Artenvielfalt madagassischer Primaten (Lemuren, Mausmakis) eine besondere Bedeutung zu. Auf das Wirken des Teams von Zimmermann ging z. B. die Aufdeckung neuer Arten von Lemuren und ihrer Parasiten sowie von Pfeilgiftfröschen zurück. Zimmermann gelang zudem 1981 mittels neuer bioakustischer Techniken erstmals der Nachweis von Ultraschall-Lauten bei nicht-menschlichen Primaten. Auf das Team von Zimmermann ist zudem die erfolgreiche Erstnachzucht des in seinem Überleben bedrohten Goodman-Mausmakis (Microcebus lehilahytsara) aus dem Hochlandregenwald Ostmadagaskars zurückzuführen.
Zimmermann war Mitglied der IUCN Species Survival Commission, Mitglied des wissenschaftlichen Beirats des Deutschen Primatenzentrums in Göttingen, Senatorin an der Tierärztlichen Hochschule Hannover, Mitglied im Beirat des DFG-GK 289: Perspektiven der Primatologie, Vorsitzende der Gesellschaft für Primatologie e.V. (1998–2001) und Initiatorin und Sprecherin der DFG-FOR 499: Akustische Kommunikation von Affekten bei nicht-menschlichen Säugetieren und dem Menschen. Sie ist Gründungsmitglied des Zentrums für Systemische Neurowissenschaften am Standort Hannover und gewähltes Mitglied in E.P.H.E., Sorbonne, Paris (Frankreich).
Ferner war die Arbeitsgruppe bei der Haltung und Zucht tropischer Wildtiere für Zoos, Forschungsinstitute und Privathaltungen (insbesondere Mausmakis und Spitzhörnchen), für nationale und internationale Forschungsförderorganisationen, Naturschutzorganisationen sowie Ministerien als Gutachter und Berater tätig.

### Beschriebene Arten
Zimmermann gehörte zu den Erstbeschreibern folgender Arten:
- Goldbrauner Mausmakis (Microcebus ravelobensis)
- Rotschulter-Wieselmaki (Lepilemur aeeclis)
- Randrianasolo-Wieselmaki (Lepilemur randrianasoli)
- Danfoss-Mausmaki (Microcebus danfossi)
- Sahamalaza-Wieselmaki (Lepilemur sahamalazensis)
- Manasamody-Wieselmaki (Lepilemur manasamody), ein Synonym des Grewcock-Wieselmaki (Lepilemur grewcocki)
- Bongolava-Mausmaki (Microcebus bongolavensis)
- Otto-Wieselmaki (Lepilemur otto)

### Buchveröffentlichungen
Zimmermann veröffentlichte die Bücher Das Züchten von Terrarientieren – Pflege, Verhalten, Fortpflanzung  (1983), Reptiles and Amphibians: Care, Behavior, Reproduction (1993), Evolution of Emotional Communication: from Sounds in Nonhuman Mammals to Speech and Music in Man (2013) und The Dwarf and Mouse Lemurs of Madagascar (2016). Für Kingdons Mammals of Africa schrieb sie 2013 in Zusammenarbeit mit Thomas M. Butynski und Leanne T. Nash den Eintrag über den Senegal-Galago (Galago senegalensis).